# Dinah Washington
Dinah Washington, nome artístico de Ruth Lee Jones (Tuscaloosa, 29 de agosto de 1924 – Detroit, 14 de dezembro de 1963), foi uma cantora e pianista norte-americana, que tem sido considerada "a mais popular artista feminina negra dos anos 50".  Essencialmente uma vocalista de jazz, ela se apresentou e gravou uma ampla variedade de estilos, incluindo  R&B e música pop tradicional e blues que lhe rendeu o título de "Rainha do Blues".  Dinah foi uma das homenageadas do Alabama Jazz Hall of Fame de 1986, e foi introduzida ao Rock and Roll Hall of Fame em 1993.

## Biografia
Dinah nasceu Ruth Lee Jones, em 29 de agosto de 1924, em Tuscaloosa, Alabama. Seu pai, Ollie Jones, era um jogador de apostas profissional que raramente estava em casa, deixando sua mãe, Alice, para cuidar e criar quatro filhos. A família se mudou para Chicago quando Ruth tinha então quatro anos e já tocava piano e cantava na Igreja Batista de St. Luke, com sua mãe. Aos quinze anos, ganhou o primeiro prêmio em uma competição de canto amador, no Teatro Regal. No ano seguinte, a cantora Sallie Martin a contratou para cantar e tocar piano para seu grupo, o Sallie Martin Colored Ladies Quartet.
Dois anos depois, Dinah voltou ao circuito de clubes noturnos tocando piano no Three Deuces, um clube de jazz onde Billie Holiday estava se apresentando; lá foi encontrada por Lionel Hampton, que a sugeriu o nome artístico. Enquanto cantou com a banda de Hampton, Dinah começou a gravar blues. Em 1943, sua canções "Evil Gal Blues" e "Salty Papa Blues" tornaram-se hits entre o público afro-americano. Dois anos depois, "Blow Top Blues", a única canção que gravou com Hampton, a tornou uma estrela do R&B.
Washington teve ao menos oito maridos e dois filhos. No final de sua carreira, tornou-se preocupada com seu peso; recém-casada com o jogador de futebol Dick Night Train Lane, ela adotou dietas rígidas que tiveram resultado fatal. Em 14 de dezembro de 1963, com então 39 anos, seu corpo foi encontrado em sua casa em Detroit. Ela havia morrido de overdose de álcool, sedativos e pílulas para emagrecimento. Encontra-se sepultada no Burr Oak Cemetery, Alsip, Illinois no Estados Unidos.